# Edimilson Fernandes
Edimilson Fernandes Ribeiro (sinh ngày 15 tháng 4 năm 1996) là một cầu thủ bóng đá chuyên nghiệp người Thụy Sĩ thi đấu ở vị trí tiền vệ cho câu lạc bộ Mainz 05 và đội tuyển quốc gia Thụy Sĩ. 